# Le Parking des anges
Singles de Marc Lavoine
Tu me divises par deux
(1985) Bascule avec moi
(1986)
Pistes de Marc Lavoine
Juste le temps de vivre
Le Parking des anges est une chanson de variété française composée par Fabrice Aboulker et écrite et interprétée par Marc Lavoine. La chanson est sortie en 1985 sur l'album Marc Lavoine, paru chez Philips, puis en 45 tours le 3 mars 1986.

## Historique
Il existe deux versions de la chanson : la première, plus rare, publiée sur les premiers pressages de l'album ; la seconde, sortie en single, avec une orchestration différente, qui remplace la première version lors d'une seconde édition de l'album.
Elle fait partie des 650 chansons « référence » dont l'histoire est racontée dans Le Petit Lecœuvre illustré. Il y est notamment expliqué comment la chanson, considérée comme choquante par l'une des directrices de la maison de disques et trop osée pour l'image du chanteur, faillit ne pas sortir. Mais Marc Lavoine tient bon, et elle est finalement enregistrée, bénéficiant même, pour les arrangements, de l'orchestre philharmonique royal, à Londres. Il n'était pas prévu qu'elle fasse l'objet d'un single, mais l'échec du 2e single (Tu me divises par deux) lui offre sa chance. La chanson traite de l'histoire d'un « voyou en cavale et d'une fille de moindre vertu, dans une voiture sur un parking ».

## Sortie et réception
La chanson paraît d'abord au cours de l'année 1985 sur un 45 tours promotionnel en 1985 avec une pochette mentionnant uniquement le nom du chanteur et le titre de la chanson, avant de sortir à la vente le 3 mars 1986,.
Elle est entrée au Top 50 en 44e place, et est restée au classement pendant 19 semaines, atteignant la 11e place le 12 juillet 1986.
Le 45 tours sera certifié disque d'argent pour plus de 250 000 exemplaires écoulés. 

## Liste des titres
Toutes les chansons sont écrites et composées par Fabrice Aboulker et Marc Lavoine.
| A. | Le Parking des anges    | 3:30 |
| B. | Juste le temps de vivre | 3:21 |

| A. | Le Parking des anges (version remix) | 6:35 |
| B. | Le Parking des anges                 | 3:30 |

## Crédits
- Marc Lavoine – chant, paroles
- Fabrice Aboulker – musique, réalisation
- Royal Philharmonic de Londres – cordes
- Bernard Estardy – ingénieur du son, mixage
- Pascal Stive – arrangements
- Pierre de Hors et Brigitte Terrasse – pochette
- Bruno de Balincourt – photographie

Crédits adaptés du single.

## Classements et certifications
| Classement (1986)         | Meilleure position |
| ------------------------- | ------------------ |
| Europe (European Hot 100) | 54                 |
| France (SNEP)             | 11                 |

| Classement (1986) | Position |
| ----------------- | -------- |
| France (SNEP)     | 83       |

### Certification
| Pays                           | Certification | Ventes certifiées |
| ------------------------------ | ------------- | ----------------- |
| France (SNEP)                  | Argent        | 250 000*          |
| *Ventes selon la certification |               |                   |